# Monster Hunter Generations
Monster Hunter Generations, conosciuto in Giappone come Monster Hunter X (モンスターハンタークロス?, Monsutā Hantā Kurosu), è un videogioco action RPG del 2015 sviluppato e pubblicato dalla software house giapponese Capcom per Nintendo 3DS.
Generations è stato un gioco per celebrare l'anniversario dei dieci anni del franchise sviluppato da un team secondario (lo stesso che sviluppò Monster Hunter Portable 3rd).
Come per i precedenti capitoli della serie, il protagonista è un cacciatore che deve uccidere o catturare svariati mostri e salvare quattro villaggi. Nel gioco, oltre a nuovi personaggi, ne riappaiono di già visti nei giochi precedenti (specialmente da Monster Hunter 4 Ultimate).

## Trama
Il protagonista è un cacciatore facente parte della Wyccademia, un'organizzazione che studia e ricerca i mostri e la cui base si trova nella base di caccia nei pressi del villaggio pastorale di Bherna. Dopo aver conosciuto il capo del villaggio, la dama delle missioni e il capo ricercatore e aver completato alcune missioni "preparatorie" (fra le quali l'uccisione di un gruppo di Jaggi per conto della miadama, la trovacompagni del villaggio), il protagonista accetta e porta a termine la missione urgente relativa alla caccia a un Gran Maccao. Guadagna così l'autorizzazione di spostarsi nei villaggi di Kokoto, Pokke e Yukumo (già apparsi rispettivamente in Monster Hunter, Monster Hunter Freedom 2 e Monster Hunter Portable 3rd), anch'essi sorvegliati dalla Wyccademia e i cui capi necessitano aiuto.
Dopo aver completato alcune missioni di prova nei territori di caccia limitrofi ai suddetti villaggi (i colli verdi, il monte artico e le cime nebbiose), eliminando alcuni mostri tipici delle suddette zone (un Velocidrome, un Bulldrome e un Arzuros), il cacciatore viene richiamato a Bherna per un incarico urgente: nella frontiera giurassica è stato infatti avvistato un Tetsucabra che sta intralciando le ricerche della Wyccademia. Cacciato il mostro, il protagonista viene autorizzato a proseguire al rango successivo.
Tuttavia, durante alcune missioni per conto dei capi dei suddetti villaggi, il cacciatore si imbatte in quattro mostri, noti come i Fatidici Quattro, che da tempo minacciano gli insediamenti. Essi sono il wyvern volante elettrico Astalos, che minaccia Kokoto, la mastodontica belva zannuta simile a un mammut Gammoth, che minaccia Pokke, l'elegante leviathan rosato Mizutsune, che minaccia Yukumo, e il terrificante wyvern brutale che ricorda un carnotauro chiamato Glavenus, di recente avvistato nei pressi di Bherna. Sopravvissuto a tutti questi incontri e affrontati altri mostri richiesti dalla Wyccademia (Yian Kut-Ku, Daimyo Hermitaur, Nibelsnarf, Ludroth reale e Gypceros), il protagonista elimina un Malfestio nella frontiera giurassica e sale nuovamente di rango.
Data l'improvvisa scomparsa dei quattro misteriosi mostri, il protagonista si dedica alle missioni assegnategli dalla Wyccademia, eliminando una Rathian, un Nargacuga, un Najarala, due Khezu e uno Shogun Ceanataur. La missione urgente questa volta prevede la caccia di uno Yian Garuga, che viene prontamente neutralizzato e consente al protagonista di salire di grado.
A questo punto la situazione nei villaggi precipita; tre dei quattro mostri (Astalos, Gammoth e Mizutsune) vengono nuovamente avvistati nei pressi di Kokoto, Pokke e Yukumo e questa volta puntano dritti a distruggere gli insediamenti. Il protagonista quindi si mobilita e riesce a eliminarli tutti e tre, salvando i villaggi. Sbarazzatosi anche di un Lagiacrus, un Rathalos e un Uragaan, viene richiamato al villaggio di Bherna. Il Glavenus è tornato e sta decimando la squadra di ricerca. Il cacciatore si dirige nella frontiera giurassica e, dopo un duro scontro, riesce a eliminarlo, mettendo in sicurezza anche Bherna.
Dopo aver completato alcune missioni, sconfiggendo un Gore Magala, uno Zinogre, un Tigrex, un Seregios e un Brachydios, il protagonista viene informato che, nel santuario del monte paradiso, si è manifestato un secondo Shagaru Magala (il primo e ultimo esemplare avvistato era quello apparso in Monster Hunter 4), che necessita di essere eliminato per evitare che possa portare avanti la missione del suo predecessore. Eliminato il drago anziano, si conclude la storia.

## Modalità di gioco
Questo capitolo oltre all'aggiunta di nuovi mostri e il ritorno di vecchi, offre un gran cambiamento per quanto riguarda il cacciatore. Infatti sono stati aggiunte delle "arti di caccia" che permettono di fare attacchi o azioni speciali; inoltre sono stati aggiunti gli "stili di caccia" che cambiano le azioni dei personaggi, ognuno ha i suoi pregi e difetti. Sono in tutto quattro: Stile Gilda, quello classico usato negli altri giochi della serie; Stile Offensivo che permette di usare più arti di caccia e di ricaricarle più rapidamente; Stile Aereo che permette di saltare e colpire i nemici dall'alto; Stile Ombra che permette di non subire danni se si schiva un attacco all'ultimo secondo. Infine è stata aggiunta anche la possibilità di giocare sotto forma di un Felyne, gatto umanoide presente in tutti i giochi della serie.
Tra i vari mostri aggiunti in questo capitolo, in particolar modo vi sono i quattro mostri protagonisti del gioco (chiamati i Fatidici Quattro) e i Devianti, mostri che sopravvivendo all'incontro con dei cacciatori hanno sviluppato un nuovo modo di combattere ed ai quali la Gilda riconosce il valore, affibbiando loro un prefisso (che in lingua italiana è sempre in latino). Inoltre sono stati introdotti i mostri Iper, più resistenti del normale e capaci di infliggere più danni con determinate parti del corpo, circondate da un fumo purpureo.

## Accoglienza
Generations è stato un successo commerciale, raggiungendo notevoli traguardi in tutto il mondo. Il gioco ha vendendo 1,5 milioni di copie nei soli primi due giorni in Giappone. A settembre 2016, Capcom ha riportato che il gioco aveva venduto 4,1 milioni di copie in tutto il mondo, con le vendite nei paesi occidentali descritte come "solide". A settembre 2017, Generations ha venduto 4,3 milioni di copie.
Prima del lancio del gioco, Capcom prevedeva di vendere 2,5 milioni di copie entro marzo 2016.
Il gioco ha inoltre ricevuto una nomination come "Best Handheld/Mobile Game" ai The Game Awards 2016.

## Sequel
Il 18 marzo 2017 è stata pubblicata in Giappone una versione espansa del gioco per Nintendo 3DS, Monster Hunter XX, questa versione contiene più missioni, nuovi mostri e due nuovi stili di caccia.